# Denis Coutagne
Pour les articles homonymes, voir Coutagne.
 (décembre 2021).
La mise en forme du texte ne suit pas les recommandations de Wikipédia : il faut le « wikifier ».
Les points d'amélioration suivants sont les cas les plus fréquents :
- Les titres sont pré-formatés par le logiciel. Ils ne sont ni en capitales, ni en gras.
- Le texte ne doit pas être écrit en capitales (les noms de famille non plus), ni en gras, ni en italique, ni en « petit »…
- Le gras n'est utilisé que pour surligner le titre de l'article dans l'introduction, une seule fois.
- L'italique est rarement utilisé : mots en langue étrangère, titres d'œuvres, noms de bateaux, etc.
- Les citations ne sont pas en italique mais en corps de texte normal. Elles sont entourées par des guillemets français : « et ».
- Les listes à puces sont à éviter, des paragraphes rédigés étant largement préférés. Les tableaux sont à réserver à la présentation de données structurées (résultats, etc.).
- Les appels de note de bas de page (petits chiffres en exposant, introduits par l'outil «  Source ») sont à placer entre la fin de phrase et le point final[comme ça].
- Les liens internes (vers d'autres articles de Wikipédia) sont à choisir avec parcimonie. Créez des liens vers des articles approfondissant le sujet. Les termes génériques sans rapport avec le sujet sont à éviter, ainsi que les répétitions de liens vers un même terme.
- Les liens externes sont à placer uniquement dans une section « Liens externes », à la fin de l'article. Ces liens sont à choisir avec parcimonie suivant les règles définies. Si un lien sert de source à l'article, son insertion dans le texte est à faire par les notes de bas de page.
- La présentation des références doit suivre les conventions bibliographiques. Il est recommandé d'utiliser les modèles {{Ouvrage}}, {{Chapitre}}, {{Article}}, {{Lien web}} et/ou {{Bibliographie}}. Le mode d'édition visuel peut mettre en forme automatiquement les références.
- Insérer une infobox (cadre d'informations à droite) n'est pas obligatoire pour parachever la mise en page.

Pour une aide détaillée, merci de consulter Aide:Wikification.
Si vous pensez que ces points ont été résolus, vous pouvez retirer ce bandeau et améliorer la mise en forme d'un autre article.
Denis Coutagne est un peintre, écrivain, historien de l'art et conservateur en chef du patrimoine français, né le 5 mars 1947 à Ugine (Savoie).
Il est cofondateur et président de la Société Paul Cezanne. Il est également arrière-petit-fils de Georges Coutagne, biologiste, ingénieur et agronome français, et il est marié à Marie-Jeanne Coutagne, théologienne française, depuis 1974.

## Biographie
Après des études de philosophie et son admission au sein du corps des conservateurs du Patrimoine, Denis Coutagne est nommé au poste de direction des Musées de Besançon, puis directeur du Musée Granet à Aix-en-Provence de 1980 à 2008.
Au cours de sa carrière, il organise de très nombreuses expositions, dont plusieurs consacrées à François Marius Granet ou à Paul Cezanne, dont « Sainte-Victoire 1990 » (organisée à la suite de l'incendie qui a ravagé la Sainte-Victoire, en août 1989), « Cezanne en Provence », en 2006, organisée à la National Gallery of Art (Washington), ainsi que l'exposition « Cezanne et Paris » au musée du Luxembourg, en 2011. En tant qu'historien de l'art, il est l'auteur de nombreux articles et catalogues d'expositions, ainsi que de nombreux essais.
Depuis 1970, il produit une importante œuvre picturale sous le pseudonyme de Sigonce (du nom d'un village provençal), influencé notamment par l'œuvre de Hervé Loilier, et de Pierre Jérôme. Depuis 1986, il publie des romans sous le pseudonyme de Denys Coutagne, fortement influencé par Julien Green, dont il fut l'un des proches amis.

## Distinctions
- Commandeur de l'ordre des Arts et Lettres (2007)[6]
- Membre honoraire de l'Académie des Sciences, Agriculture, Arts et Belles Lettres d'Aix-en-Provence[7].